# Gary Shaw
Gary Robert Shaw (Birmingham, 21 de janeiro de 1961 – 16 de setembro de 2024) foi um futebolista inglês que atuou como atacante.

## Biografia
Pelo Aston Villa, se tornou um dos grandes ídolos do clube no início dos anos 1980, quando participou de um dos maiores momentos da história do mesmo, que terminou com um título inglês, que não vinha há 71 anos, e o primeiro e até hoje único título da Liga dos Campeões da UEFA, sendo na segunda, o único jogador nascido em Birmingham presente na final.
No primeiro título, do campeonato inglês, na temporada 1980/81, Shaw foi um dos principais responsáveis pela conquista, participando ativamente (ao todo, na temporada, marcou vinte gols em 44 partidas). Após o término do mesmo, foi eleito o melhor jogador jovem e para a seleção dos melhores do torneio. Já na temporada seguinte, dividiu o protagonismo com Peter Withe, na conquista da Copa dos Campeões sobre o Bayern München, por 1 x 0. Na disputa da Supercopa Europeia, pela temporada 1982/83, sua última grande temporada (que terminou com 24 tentos em 53 partidas), contra o Barcelona, Shaw marcou um gol aos 80 minutos na segunda partida, que levou a mesma para a prorrogação (na primeira partida, o Barcelona venceu por 1 x 0), onde o Aston Villa marcou mais duas vezes e venceu por 3 x 0, terminando com o título. Ao término do ano, Shaw ganhou mais um prêmio, desta vez o Troféu Bravo, dado ao melhor jogador jovem atuando na Europa.
A boa fase, no entanto, terminaria para Shaw e o Aston Villa pouco depois. Para o Aston Villa acabariam os títulos; já para Shaw, terminaria em uma grave lesão no joelho, que lhe tirou do restante da temporada e da seguinte. Chegou a se recuperar da mesma e continuar a defender o clube, mas nas três temporadas seguintes, sofrendo ainda com problemas no joelho, disputou apenas vinte partidas. Na temporada 1987/88, foi emprestado duas vezes. A primeira, para o Blackpool, onde disputou seis partidas, e, a segunda, para o Kidderminster Harriers, onde também não teve destaque.
Após os empréstimos, nem chegou a retornar ao clube, sendo vendido para o dinamarquês København. Ao todo, defendendo o Aston Villa, disputou 223 partidas e marcou 79 gols (372 e 156, respectivamente, se contabilizando equipe juvenil e reserva). No futebol dinamarquês, no entanto, não conseguiu se adaptar, deixando o clube logo em seguida. Rumou em seguida para o Austria Klagenfurt, passando posteriormente por Walsall, Kilmarnock, Shrewsbury Town e Ernest Bovril, onde encerrou a carreira, também sem nenhum destaque, assim como nos clubes anteriores desde sua saída do Villa.
Shaw morreu em 16 de setembro de 2024, aos 63 anos.